# 武節城
武節城（ぶせつじょう）は、三河国設楽郡（現愛知県豊田市武節町）にあった日本の城（山城）。別名地伏城。豊田市指定史跡。

## 概要
名倉川沿いに築かれた平山城で、永正年間（1504年 - 1521年）に田峯城の菅沼定信が築いたとされる。
なお、当城跡の北方450メートルの同市桑原町上鎌井には菜倉氏が築いたとされる「武節古城」がある。
弘治2年（1556年）に武田信玄の家臣である信濃国伊那郡の下条信氏が攻め込んだ。続いて、元亀2年（1571年）に発生した信玄の西上作戦によって定信の子孫である田峯菅沼氏の菅沼定忠が武田氏に降伏すると、武節城も武田氏の城となった。だが、信玄の没後に田峯菅沼氏が属する山家三方衆は武田氏側と徳川氏側に分裂し、天正3年（1575年）5月21日の長篠の戦いの一因になった。
長篠の戦いに敗れた武田勝頼は徳川氏側によって田峯城を追われた菅沼定忠とともにこの城に落ち延び、ここで一泊の後に信濃国に戻った。だが、菅沼定忠も武節城に留まる事はできず、他の武田氏側の山家三方衆と共に伊那郡に拠点を移して反抗を試みるも、最終的には武田氏と運命を供にしている。
その後、この地域は徳川氏についた山家三方衆の1つ奥平氏が支配していたが、天正18年（1590年）の徳川氏の関東地方移封時、もしくは関ヶ原の戦い後に旧領を回復した奥平氏が翌慶長6年（1601年）に再度転封になった際に廃城になったとされている。
1984年（昭和59年）3月30日に、武節古城と共に豊田市（旧稲武町）の史跡に指定された。